# 出来成訓
出来成訓（でき しげくに、1936年-2017年1月11日）は、日本の英学者・英語史学者。

## 人物
東京生まれ。1960年早稲田大学文学部英文科卒。宇都宮大学教養部助教授、教授をへて、1986年神奈川大学外国語学部教授、2007年退職。名誉教授となる。

## 著書
- 『応用自在英作文1000題徹底演習』研数書院 1969
- 『日本英語教育史考』東京法令出版 1994
- 『英語<納得>の技術 受験英語考』辞游社 1997
- 『英語イディオモロジー教程』辞游社 2000

### 共著など
- 『斎藤秀三郎講義録集』校訂・解題 名著普及会 1984
- 『英語教科書の歴史と解題』高梨健吉共著 大空社 1994
- 『近代英学特殊辞書集成』監修 ゆまに書房 1998